# Jacques den Haan
Jacques den Haan (Rotterdam, 27 maart 1908 – Beekbergen, 22 november 1982) was een Nederlandse schrijver en bekend als boekhandelaar.

## Biografie
Den Haan werkte jaren in de boekhandel, onder meer in Groningen, waarover hij schreef in o.a. het tijdschrift Libertinage. Zijn stukken over het verkopen en verzamelen van boeken bundelde hij met succes in Talking shop (1946), Het gevaarlijke boek (1954), Still talking shop (1958), Staart uit het raam (1962) en Verzamelen is ook een kunst. Onsterfelijkheid in oude boeken (1971). Hij was een groot pleitbezorger van het werk van Henry Miller en James Joyce.

## Prijzen
- 1963 - Pierre Bayle-prijs voor zijn literair kritisch werk
- 1968 - Bijzondere prijs van de Jan Campert-stichting voor Een leven als oordeel